# Silvia Reyes
Silvia Reyes (Lima, 1981. február 7. –) perui nemzetközi női labdarúgó-játékvezető. Teljes neve Silvia Elizabeth Reyes Juárez.

## Pályafutása

### Nemzetközi játékvezetés
A Perui labdarúgó-szövetség Játékvezető Bizottsága (JB) 2007-ben terjesztette fel nemzetközi játékvezetőnek, a Nemzetközi Labdarúgó-szövetség (FIFA) bíróinak keretébe. Több nemzetek közötti válogatott és klubmérkőzést vezetett. Az első perui nő, aki nemzetközi játékvezetőként szolgál.

#### Világbajnokság
A 2008-as U17-es női labdarúgó-világbajnokságot Új-Zélandba rendezték, ahol a FIFA JB játékvezetői szolgálattal bízta meg.
| Időpont            | Helyszín                        | Mérkőzés típusa        | Mérkőzés                       | Eredmény | Nézők száma |
| ------------------ | ------------------------------- | ---------------------- | ------------------------------ | -------- | ----------- |
| 2008. november 1.  | North Harbour Stadion, Auckland | selejtező (A. csoport) | Új-Zéland–Dánia                | 1 : 2    | 11 170      |
| 2008. november 5.  | North Harbour Stadion, Auckland | selejtező (C. csoport) | Egyesült Államok–Franciaország | 1 : 1    |             |
| 2008. november 8.  | Központi Stadion, Wellington    | egyik negyeddöntő      | Németország–Kanada             | 3 : 1    | 4 182       |
| 2008. november 16. | North Harbour Stadion, Auckland | döntő                  | Észak-Korea–Egyesült Államok   | 2 : 1    | 16 162      |

2010-ben Németország rendezte az U20-as női labdarúgó-világbajnokságot, ahol a FIFA JB hivatalnokként foglalkoztatta.
| Időpont          | Helyszín                      | Mérkőzés típusa        | Mérkőzés                | Eredmény | Nézők száma |
| ---------------- | ----------------------------- | ---------------------- | ----------------------- | -------- | ----------- |
| 2010. július 14. | Rudolf-Harbig Stadion, Drezda | selejtező (D. csoport) | Svájc–Észak-Korea       | 0 : 4    | 9 430       |
| 2010. július 17. | Impuls Stadion, Augsburg      | selejtező (C. csoport) | Anglia–Mexikó           | 0 : 1    | 3 100       |
| 2010. július 24. | Ruhr Stadion, Bochum          | egyik negyeddöntő      | Németország–Észak-Korea | 2 : 0    | 16 946      |
| 2010. július 29. | Ruhr Stadion, Bochum          | egyik elődöntő         | Németország–Észak-Korea | 5 : 1    | 18 217      |

A világbajnoki döntőhöz vezető úton Németországban a VI., a 2011-es női labdarúgó-világbajnokságon a FIFA JB bíróként alkalmazta.
| Időpont          | Helyszín                      | Mérkőzés típusa        | Mérkőzés              | Eredmény | Nézők száma |
| ---------------- | ----------------------------- | ---------------------- | --------------------- | -------- | ----------- |
| 2011. június 27. | Volkswagen Stadion, Wolfsburg | selejtező (B. csoport) | Mexikó–Anglia         | 1 : 1    | 8 702       |
| 2011. július 10. | Impuls Stadion, Augsburg      | egyik negyeddöntő      | Svédország–Ausztrália | 3 : 1    | 24 605      |